# Michael Stephan
Michael Stephan (* 25. März 1970 in Weingarten) ist ein deutscher Ökonom und Hochschullehrer.

## Leben
Michael Stephan absolvierte ein Studium der Wirtschaftswissenschaften an der Universität Hohenheim und an der Universität Basel (CH), das er 1997 als Diplom-Ökonom abschloss. Nach seinem Studium hat er als wissenschaftlicher Berater bei der Welthandels- und Entwicklungskonferenz der Vereinten Nationen (United Nations Conference on Trade and Development) in den Themenfeldern Ausländische Direktinvestitionen (FDI) und Internationalisierung von Dienstleistungsunternehmen gearbeitet. Anschließend war er als Wissenschaftlicher Mitarbeiter am Lehrstuhl für Internationales Management an der Fakultät für Wirtschaftswissenschaften der Universität Hohenheim bei Alexander Gerybadze tätig. Im Rahmen seiner Dissertation war er 1998 Research Fellow am Massachusetts Institute of Technology (MIT) am dortigen Industrial Performance Center. 2003 wurde Michael Stephan zum Thema „Technologische Diversifikation von Unternehmen“ bei Alexander Gerybadze und Helmut Krcmar promoviert. Seine Dissertation wurde mit mehreren Preisen, u. a. mit dem Südwestbank Preis sowie mit dem Prof. Wild-Award ausgezeichnet.
Nach seiner Promotion war Michael Stephan als Post-Doctoral Research Fellow an der Universität Hohenheim und an der Humboldt-Universität Berlin im Sonderforschungsbereich Economic Risk tätig. 2006 wurde er auf die Professur für Technologie- und Innovationsmanagement der Philipps-Universität Marburg berufen. Den Ruf hat er 2007 angenommen hat. 2008 wurde Stephan zum Geschäftsführenden Direktor des Marburger Instituts für Innovationsforschung und Existenzgründungsförderung berufen, welches er bis heute leitet. Einen Ruf an die Universität Bamberg hat er 2010 abgelehnt. Neben seiner Tätigkeit an der Universität Marburg übt Michael Stephan Lehraufträge an Universitäten im In- und Ausland (u. a. in Ägypten, Russland, Thailand, USA) aus.

## Forschungsschwerpunkte
Michael Stephan ist Innovationsforscher und beschäftigt sich in der volkswirtschaftlichen Perspektive mit Grundsatzfragen der Innovationsökonomik, insbesondere mit der Industrieevolution und mit Faktoren des Entstehens und des Niedergangs von Branchen und mit der Frage nach dem Zusammenhang zwischen Wettbewerb, Innovation und Diversität (siehe unter anderem das Forschungsprojekt zur Biodiversität). In der betriebswirtschaftlichen Sicht forscht Stephan zu Fragen und den Herausforderungen des organisatorischen Wandels und der Innovationskultur in Unternehmen. Ein Branchenschwerpunkt liegt dabei auf dem Innovationsmanagement im Dienstleistungssektor. Ein inhaltlicher Schwerpunkt ist auf den Zusammenhang zwischen Innovationskultur und Personalentwicklung gerichtet. In den genannten Themenfeldern ist Michael Stephan Autor zahlreicher einschlägiger wissenschaftlicher Artikel sowie von Fach- und Lehrbüchern. Er ist zudem Initiator und verantwortlicher Leiter der Marburger Coaching-Studie.

## Publikationen (Auswahl)
- mit Wolfgang Burr: Dienstleistungsmanagement: Innovative Wertschöpfungskonzepte im Dienstleistungssektor, 2. überarb. Auflage, Kohlhammer, Stuttgart 2019, ISBN 978-3-17-035424-1.
- mit Wolfgang Burr (Hrsg.): Technologie, Strategie und Organisation, Springer Gabler, Wiesbaden 2017, ISBN 978-3-658-16041-8.
- mit Kristina Bette (Hrsg.): Biodiversität, Geistiges Eigentum und Innovation – Aktuelle Herausforderungen und Kontroversen in der wissensbasierten Bio-Industrie, Bundesministerium für Ernährung, Landwirtschaft und Verbraucherschutz – BMELV, Marburg 2012, ISBN 978-3-8185-0498-4.
- mit Peter-Paul Gross (Hrsg.): Organisation und Marketing von Coaching: Aktueller Stand in Forschung und Praxis, VS-Verlag, Wiesbaden 2011, ISBN 978-3-531-17830-1
- mit Martin J. Schneider (Hrsg.): Marken- und Produktpiraterie: Fälscherstrategien, Schutzinstrumente, Bekämpfungsmanagement, Symposion Publishing, Düsseldorf 2011, ISBN 978-3-939707-69-1.
- mit Wolfgang Burr und Clemens Werkmeister: Unternehmensführung: Strategien der Gestaltung und des Wachstums von Unternehmen, 2. Auflage, Verlag Franz Vahlen, München 2011, ISBN 978-3-8006-3829-1.
- mit Wolfgang Kerber (Hrsg.): „Ambidextrie“: Der unternehmerische Drahtseilakt zwischen Ressourcenexploration und -exploitation, Jahrbuch Strategisches Kompetenz-Management, Bd. 4, Rainer Hampp Verlag, Mering 2010, ISBN 978-3-86618-494-7.
- mit Wolfgang Kerber, Tim Kessler und Michael Lingenfelder (Hrsg.): 25 Jahre ressourcen- und kompetenzorientierte Forschung: Der kompetenzbasierte Ansatz auf dem Weg zum Schlüsselparadigma in der Managementforschung, Gabler Springer, Wiesbaden 2010, ISBN 978-3-8349-2192-5.
- mit Wolfgang Burr, Birthe Soppe und Steffen Weisheit: Patentmanagement: Strategischer Einsatz und ökonomische Bewertung von technologischen Schutzrechten, Schäffer-Poeschel, Stuttgart 2007, ISBN 978-3-7910-2527-8.